# Farewell Rock
Farewell Rock är en ö i Antarktis. Den ingår i ögruppen Sydshetlandsöarna strax norr om Antarktiska halvön. Argentina, Chile och Storbritannien gör anspråk på området.